# ليو إيه يو
ليو إيه يو (بالصينية: 歐鎮銘) هو لاعب إسكواش صيني، ولد في 1 فبراير 1990 في هونغ كونغ في الصين.

## وصلات خارجية
- ليو إيه يو على موقع الاتحاد الدولي لمحترفي الاسكواش (مؤرشف) (الإنجليزية)
- ليو إيه يو على موقع SquashInfo.com (الإنجليزية)